# Почтикольцо
Почтикольцо — алгебра {\displaystyle \langle R,\cdot ,+\rangle }, бинарные операции сложения и умножения в которой обладают свойствами:
1. {\displaystyle \langle R,+\rangle } — группа (не обязательно абелева);
2. {\displaystyle \langle R,\cdot \rangle } — полугруппа;
3. {\displaystyle \forall x,y,z\in R} выполнено: {\displaystyle (x+y)z=xz+yz}.

В качестве примера почтикольца можно рассмотреть {\displaystyle R=F\times F}, где {\displaystyle F} — произвольное поле. Умножение на парах {\displaystyle (x_{1},x_{2}),(y_{1},y_{2})\in R} определяется в виде:
{\displaystyle (x_{1},x_{2})\cdot (y_{1},y_{2})=(x_{1}y_{1},x_{1}y_{2}+x_{2})},
а аддитивная операция:
{\displaystyle (x_{1},x_{2})+(y_{1},y_{2})=(x_{1}+y_{1},x_{2}+y_{2})}.
В некоторых случаях рассматривается левое почтикольцо, в котором, в отличие от (правого) почтикольца, дистрибутивный закон наложен следующим образом:
- {\displaystyle z(x+y)=zx+zy}.

Почтикольца могут быть рассмотрены как специальный случай мультиоператорных групп, наделённых одной бинарной ассоциативной операцией умножения в дополнительной сигнатуре, для которой выполнено свойство левой или правой дистрибутивности относительно аддитивной группы.